# Museo nacional de Bután
El Museo nacional de Bután es un museo cultural en la ciudad de Paro en Bután occidental. Establecido en 1968, en el renovado y antiguo edificio del dzong Tang, sobre el monasterio Rinpung bajo el mando del rey Jigme Dorji Wangchuck, el tercer monarca hereditario de Bután. Se creó la infraestructura necesaria para albergar a algunas de las mejores muestras de arte, incluyendo obras maestras de Bután como estatuas de bronce y pinturas. Diversas galerías se construyeron para exponer sus extensas colecciones.
Hoy en día el Museo Nacional tiene en su poder más de tres mil obras de arte de Bután, que cubre más de 1500 años de patrimonio cultural de Bután.